# Pseudeos fuscata
Pseudeos fuscata là một loài chim trong họ Psittacidae.